# Ptychamalia perbrunneata
Ptychamalia perbrunneata är en fjärilsart som beskrevs av Louis Beethoven Prout 1920. Ptychamalia perbrunneata ingår i släktet Ptychamalia och familjen mätare. Inga underarter finns listade.